# 大石良
大石 良（おおいし りょう、1973年7月20日 - ）は、日本の実業家。株式会社サーバーワークス創業者・代表取締役社長。

## 人物・来歴
新潟県新潟市の経営者一族の家に生まれる。小学校時代にX1でプログラミングを始める。1992年新潟県立新潟高等学校卒業。高校ではフェンシング部に所属。1996年東北大学経済学部卒業。ピアノが弾けたので大学では軽音学部に入部し、冬はスキーサークルの活動にも参加した。
大学卒業後は丸紅に入社し、インターネットサービスプロバイダ事業に従事。その後インターネット・バブルが崩壊し事業から撤退することとなり、起業するために2000年に退社し、同年ウェブ専科（現サーバーワークス）設立、代表取締役就任。2002年に現社名（サーバーワークス）に商号変更、2009年よりAmazon Web Services専業のインテグレータとして事業を拡大させ、2019年に東京証券取引所マザーズに上場。2021年には東京証券取引所市場第一部への市場変更を果たした。

## 著書
- 『シナリオで学ぶパブリッククラウドAmazon Web Services設計&開発ガイド』（共著）日経BP 2017年